# Matheus Carvalho
Matheus Thiago de Carvalho (Niterói, 11 marzo 1992) è un calciatore brasiliano, attaccante del XV de Piracicaba.

## Caratteristiche tecniche
Gioca come punta centrale.

## Palmarès

### Club

#### Competizioni statali
- Campionato Carioca: 1

Fluminense: 2012
- Taça Guanabara: 1

Fluminense: 2012
- Campionato Pernambucano: 1

Náutico: 2021

#### Competizioni nazionali
- Campionato brasiliano: 1

Fluminense: 2012
- Campeonato Brasileiro Série C: 1

Náutico: 2019